# Delegazione Lauretana
La Delegazione Lauretana, più precisamente Delegazione Pontificia per il Santuario della Santa Casa, è l’Ufficio che esercita in nome del Papa, la giurisdizione spirituale e temporale sul Santuario della Santa Casa di Loreto, sulle opere e sugli edifici annessi.
Promuove, inoltre, la vita cristiana attraverso la devozione alla Vergine Lauretana, attraverso opere di religione, educazione, cultura e carità.

## Storia
Papa Sisto IV il 28 novembre 1476 pose il Santuario della Santa Casa sotto l'immediata giurisdizione della Santa Sede, disponendo l'elezione di un vicario spirituale e un governatore temporale e la presenza di otto cappellani nel santuario, scelti dal vicario. Ma per le rimostranze dei recanatesi, alla cui Diocesi Loreto era soggetta, il papa ristabilì la giurisdizione del vescovo di Recanati l'8 febbraio 1477.

### Protettorato pontificio
Il 21 ottobre 1507, papa Giulio II, con la bolla In sublimia sottrasse il Santuario e il castello di Loreto rispettivamente al vescovo e al comune di Recanati. La chiesa del santuario fu elevata a basilica e passò direttamente sotto il controllo della Sede Apostolica in qualità di Cappella Pontificia. Il governo del santuario fu posto sotto un cardinale protettore e il governo in loco affidato a un governatore. In seguito lo stesso pontefice precisò che la competenza del governatore si riferiva al solo complesso della Santa Casa e che comprendeva tutto ciò che riguardava il culto e l'amministrazione economica del considerevole patrimonio. Il primo cardinale protettore fu Antonio Maria Ciocchi del Monte e il primo governatore fu il dottore Domenico Sebastopoli d'Anguillara. Molti altri pontefici emisero particolari disposizioni sul governo di Loreto, tra questi Leone X, Clemente VII, Paolo III.
Sisto V, che con la bolla Pro excellenti praeminentia del 17 marzo 1586 elevò Loreto alla dignità di diocesi con proprio vescovo, per cui la chiesa passò da basilica-collegiata a cattedrale, e conferì al castello il grado di città.
Clemente VIII 1'8 febbraio 1592 unì le chiese di Loreto e Recanati aeque principaliter sotto un unico vescovo, forma durata, tra vicende alterne, fino al 1934. Lo stesso pontefice, con disposizione del 20 maggio 1593, sottrasse l'amministrazione della Santa Casa alla giurisdizione della Congregazione del Buon Governo e la affidò a un governatore, e Paolo V, il quale, il 14 luglio 1620, con la costituzione apostolica Divina disponente clementia, diede alla Santa Casa un ordinamento giuridico più consono alle nuove esigenze.

#### Cronotassi dei Protettori
L'elenco dei principali "Governatori", denominati anche "Commissari", o "Protettori" dal 1507 fino al 1698, quando la carica di Protettore venne abolita e soggetta direttamente alla Santa Sede
| Data di nomina    | Nome                                                         |
| 21 ottobre 1507   | cardinal Antonio Maria Ciocchi del Monte da Monte San Savino |
| ...               | ...                                                          |
| 14 settembre 1542 | cardinal Rodolfo Pio da Carpi                                |
| 15 maggio 1564    | cardinal Giovanni Gerolamo Morone da Milano (poi dimesso)    |
| 5 dicembre 1564   | cardinal Giulio Feltrio Della Rovere da Urbino               |
| 25 ottobre 1578   | cardinal Giovanni Gerolamo Morone da Milano                  |
| 11 dicembre 1580  | cardinal Filippo Guastavillani da Bologna                    |
| 22 agosto 1587    | cardinal Antonio Maria Gallo da Osimo                        |
| 1º aprile 1620    | cardinal Scipione Caffarelli-Borghese da Roma                |
| 5 ottobre 1633    | cardinal Antonio Barberini da Roma                           |
| 8 agosto 1671     | cardinal Paluzzo Paluzzi Altieri degli Albertoni da Roma     |

### Congregazione Lauretana
Ma iniziarono le dispute tra il vescovo e il cardinale protettore, così papa Innocenzo XII eliminò la carica del cardinale protettore assoggettando Loreto di nuovo direttamente al Papa.
Con la bolla Sacrosancta Redemptoris del 9 agosto 1698 istituì la Congregazione Lauretana, formata da cardinali e prelati, con l'incarico di amministrare il cospicuo patrimonio del santuario. Alla congregazione lauretanta fu affidato il compito di decidere ogni controversia riguardante il santuario di Loreto. Il cardinale Segretario di Stato ne era il pro-prefetto e un prelato ne assumeva il segretariato.
Nel 1743 Benedetto XIV approvò la Sinossi lauretana che raggruppava tutte le decisioni della Congregazione Lauretana in materia di giurisdizione.
Dopo l'occupazione francese del 1797 e il saccheggio del tesoro del santuario, nel novembre del 1800 papa Pio VII con la bolla Post diuturnas ridimensionò i privilegi del foro Lauretano, per poi essere definitivamente soppresso nel 1816, togliendo al prelato governatore e alla stessa congregazione la giurisdizione sul santuario che affidò ai tribunali ordinari.
Tuttavia anche sotto il Governo della Repubblica francese (1797-1798), del Regno d'Italia (1805-1814) e della Repubblica Romana (1849) le è stato riconosciuto un particolare statuto giuridico e i suoi beni non furono incamerati.
La congregazione perse le sue funzioni dopo l'occupazione delle Marche da parte delle truppe italiane nel 1860, quando fu amministrata da un Regio Governatore. Tuttavia tra vicende alterne, restò in vita fino al 1908 quando venne soppressa da papa Pio X che operò una radicale riforma della Curia romana.

#### Cronotassi dei prefetti
La carica di prefetto era ricoperta dal Cardinale segretario di stato fino al 1833, per la cronotassi vedi:

Con la riforma del 20 febbraio 1833 il prefetto divenne il Segretario di Stato per gli Affari Interni:
- Antonio Domenico Gamberini (13 aprile 1833 - 1840)
- Mario Mattei (1840-1846)
- Tommaso Pasquale Gizzi (8 agosto 1846 - 5 luglio 1847)
- Gabriele Ferretti (5 luglio 1847 - 1º febbraio 1848)
- Giuseppe Bofondi (1º febbraio - 10 marzo 1848)
  - Giacomo Antonelli (10 marzo - 4 maggio 1848)
- Giacomo Antonelli (29 novembre 1848 - 6 novembre 1876)

#### Cronotassi dei segretari
La carica di Segretario era riservata al sottodatario della Dataria apostolica; vedi:

### Delegazione Pontificia per il Santuario della Santa Casa
L'amministrazione della Santa Casa fu restituita alla Santa Sede con l'Articolo 27 dei Patti Lateranensi stipulati l'11 febbraio 1929.
Il 24 giugno 1965 Paolo VI con la Costituzione Lauretanae Almae Domus ha soppresso la Pontificia Amministrazione della Basilica e ha costituito la Delegazione Pontificia per il Santuario della Santa Casa di Loreto. Ha eretto inoltre la prelatura territoriale di Loreto con giurisdizione canonica sul territorio comunale di Loreto, ed elevando a cattedrale la basilica della Santa Casa.
L’Amministrazione del Santuario, con le sue opere, edifici annessi e pertinenze, è affidata a un Consiglio di Amministrazione, composto dall'Arcivescovo Delegato Pontificio, che è anche Presidente; dal Vicario Generale; dal Segretario Generale e da tre laici. Tutti i membri del Consiglio di Amministrazione sono nominati dalla Segretaria di Stato.
Vi opera anche un Collegio di Revisori dei Conti, anch’esso nominato dalla Segreteria di Stato.